# Nianhua
Nianhua – kolorowe obrazki, którymi tradycyjnie ozdabia się ściany i drzwi domów podczas chińskiego Nowego Roku. Pozostają w miejscu naklejenia przez cały rok, po czym zmienia się je na nowe.
Tradycja nianhua sięga V wieku i wywodzi się z obrazów-amuletów malowanych w buddyjskich i taoistycznych klasztorach. 
Treść nianhua jest różnorodna. Mogą to być przedstawienia o treści religijnej (tradycyjne chińskie bóstwa i demony), alegorycznej, scenki rodzajowe odwołujące się do zasad konfucjańskich i przesądów, czy w końcu przedstawienia postaci literackich i teatralnych. Od czasów dynastii Song popularne są wyobrażenia chłopców trzymających w rękach różne przedmioty, np. owoce, zwierzęta czy monety.
Wygląd nianhua na przestrzeni wieków często ulegał zmianom zależnie od tendencji panujących w malarstwie chińskim. Często pełniły rolę kalendarzy czy informatorów o wydarzeniach w kraju. W XX wieku nianhua często służyły jako nośnik propagandy, i tak np. w latach 20. i 30. przedstawiały treści antyjapońskie i dążenie do zjednoczenia kraju, a po 1949 roku rozwój gospodarczy i szczęśliwą wieś.